# Miro Silvera

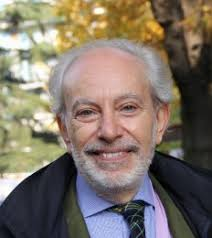
Miro Silvera nel 2016

Mayer Silvera, detto Miro (Aleppo, 22 maggio 1942 – Milano, 22 maggio 2022) è stato uno scrittore, poeta, traduttore, archivista, critico letterario, critico teatrale, critico cinematografico e curatore editoriale italiano.

## Biografia
Miro Silvera nacque ad Aleppo in Siria, e risiedette a Milano dal 1947, dove trascorse la sua infanzia e dove frequentò la Scuola Ebraica; sin da bambino si interessò alla lettura, al teatro, al cinema.
Studiò Economia e Commercio all'Università Bocconi e contemporaneamente lavorò al Piccolo Teatro di Milano, riordinando l’archivio storico e gestendo la segreteria degli Amici del Piccolo. Fu anche fra i fondatori del Salone Pier Lombardo di Milano, oggi Teatro Franco Parenti.
Scrisse su diverse riviste: dal 1964 al 1970 su Sipario, diretta dal critico teatrale Franco Quadri, poi Discoteca, Pianeta, Lui, la rivista francese Son, Ubu, Pianeta Fresco (diretta da Ettore Sottsass) la rivista di architettura In, nonché l’Almanacco Letterario Bompiani e Tempo Illustrato.
Dal 1965 al 1975 svolse funzioni di consulente per la narrativa straniera presso l’editore Bompiani e tradusse diversi volumi di narrativa e di saggistica dal francese e dall’inglese.
Scrisse di cinema e di letteratura su Cosmopolitan, Giallo Mondadori, Linus, Arbiter, collaborando saltuariamente anche a Panorama, L'Espresso, Storia Illustrata. Dal 1976 fino al 1990 pubblicò regolarmente su Vogue Italia, Uomo Vogue, Casa Vogue scrivendo di libri e di personaggi e collaborò poi con Grazia, Il Diario, Il Foglio. 
Nel 1980 uscirono alcuni suoi racconti su Nuovi Argomenti.
Dal 1992 al 2002 diresse per la Sperling & Kupfer due collane di saggi parascientifici. 
Tra il 1980 e il 2000 presentò in cataloghi diversi artisti, tra i quali Dady Orsi. 
Scrisse diversi volumi di narrativa e di saggistica. Nel 1998 pubblicò presso Piemme I giardini dell'Eden; nello stesso anno uscì l'omonimo film di Alessandro D'Alatri di cui Silvera fu sceneggiatore. Ottenne quindi il premio SIAE e il premio Kieślowski per la migliore sceneggiatura dell’anno.

## Opere

### Saggistica
- La cineteca di Babele, 1980, Milano Libri
- Moda di celluloide, 1988, Idealibri ISBN 9788870823073
- Contro di noi - Un viaggio personale nell'antisemitismo, 2003, Frassinelli ISBN 9788876847486
- Libroterapia, 2007, Salani ISBN 9788884518699
- Cinema & videoterapia, 2010, Salani ISBN 9788884519917
- Libroterapia 2, 2012, Salani ISBN 9788862569491

### Poesia
- in A Decade & Then Some - Intrepid Anthology, 1976, pag. 331 ed. Allen Deloach
- Liber Singularis, 1977, Scheiwiller con disegni originali di Piero Fornasetti
- C'era due volte non solo una, 1983, Emme ISBN 9788829499540
- Arti e misteri, 1990, Marcos y Marcos ISBN 9788871680378
- Dio nei dettagli, 2003, Aletti Editore ISBN 9788887860672
- Liber Singularis (ristampa 2014), SEFER Books ISBN 9788890922954
- Perfetti miracoli, 2018, La vita felice ISBN 9788893462297

### Narrativa
- Quaderno a perdere, 1989, Marble Memo Books racconti
- L'ebreo narrante, 1993, Frassinelli ISBN 9788876842498 (Premio Augusto Bianchi)
- Margini d'amore. 23 storie proibite, 1994, Frassinelli ISBN 9788876842887
- Il prigioniero di Aleppo, 1996, Frassinelli ISBN 9788876843662 (selezione Premio Strega, finalista al Premio Comisso)
- Attraversando i giardini dell'Eden, 1998, Frassinelli ISBN 9788876845468
- I giardini dell'Eden, 1998, Piemme Edizioni ISBN 9788838441820
- Il senso del dubbio, 2001, Frassinelli ISBN 9788876846359
- Il passeggero occidentale, 2009, Ponte alle Grazie ISBN 9788862200172
- Io Yeoshua chiamato Gesù, 2012, et al. ISBN 9788864630694
- Inattesi incantesimi, 2019, (illustrazioni di Antonio Marinoni) La vita felice ISBN 9788893462853

### Traduzioni
- Buongiorno mezzanotte di Jean Rhys, 1967, Bompiani, dall’inglese
- La Guardia del cuore di Françoise Sagan, 1968, Bompiani, dal francese
- Democrazia senza popolo di Maurice Duverger, 1968, Dedalo dal francese
- Verso una politica mondiale di Jacques Berque, 1968, Dedalo , dal francese
- Il Living Theatre di Pierre Biner, 1968, De Donato, dal francese
- La Società dello spettacolo di Guy Debord, 1969, De Donato, dal francese
- Alle sette del mattino di Eric Malpass, 1969, Bompiani, dall’inglese
- Vanità di Duluoz di Jack Kerouac, 1970, Bompiani, dall’inglese
- Hotel Bella Vista di Sidonie G. Colette, 1985, Tartaruga, dal francese